# Seznam amerických ponorek

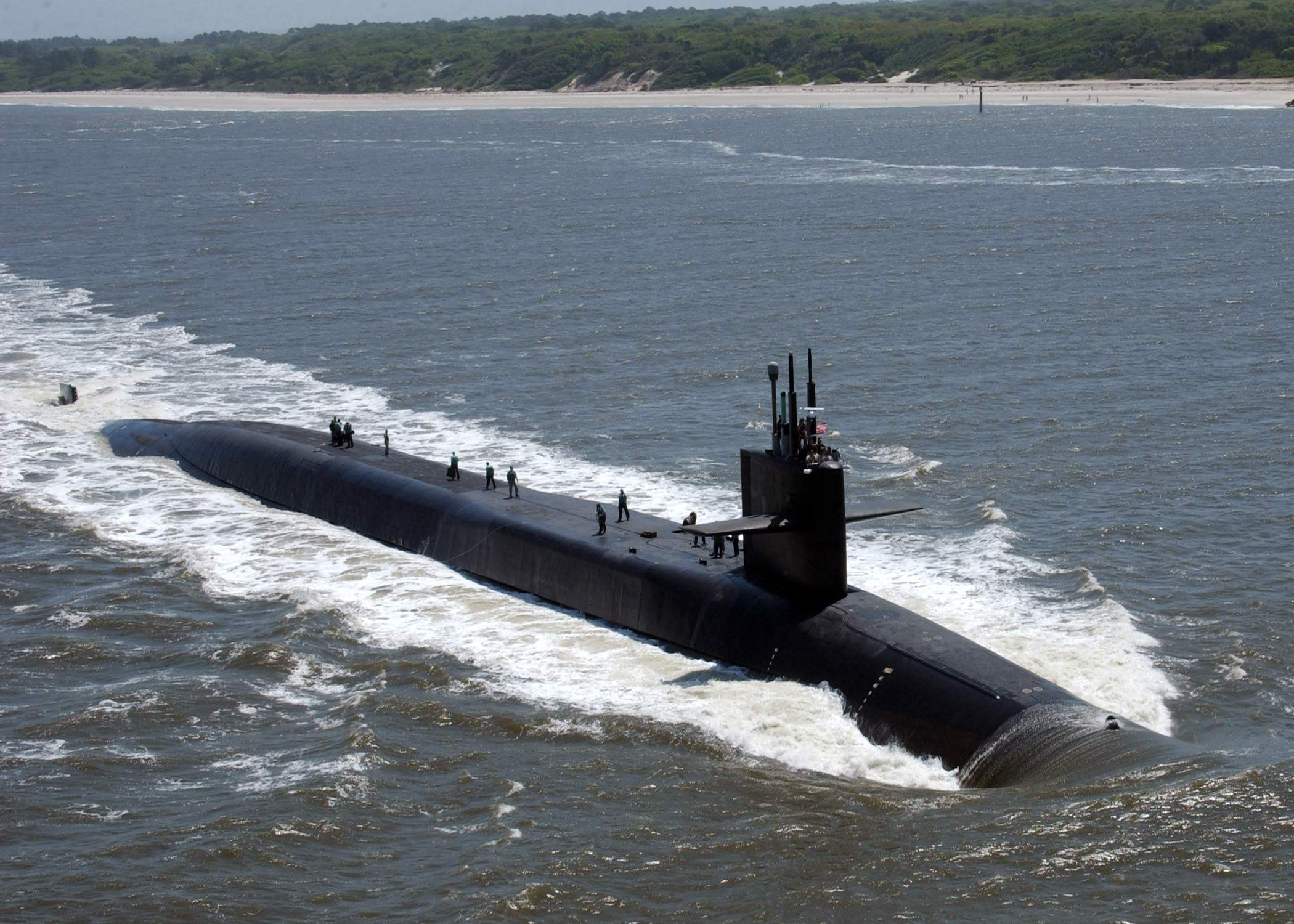
USS Florida

Seznam amerických ponorek zahrnuje ponorky postavené pro americké námořnictvo. Za lodě stavěné v sérii je uvedena celá třída.

## Předválečné

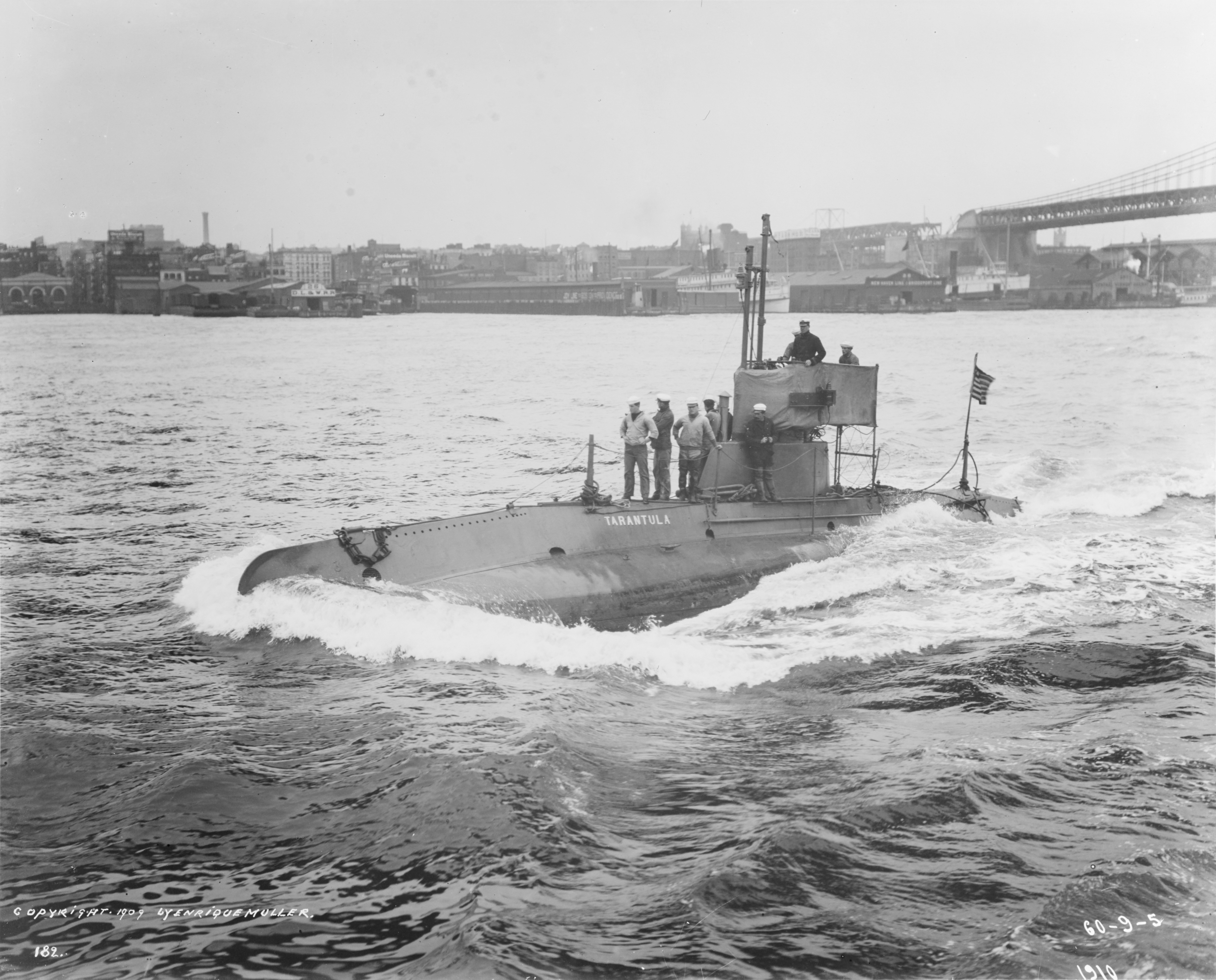
USS B-3

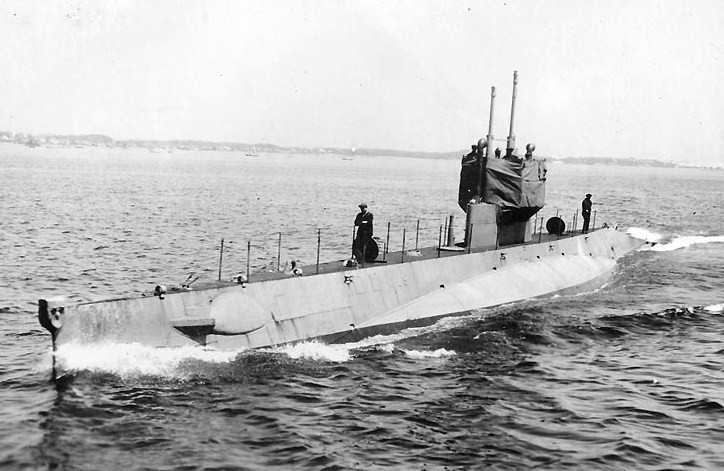
USS L-9

- Alligator
- Holland
- Třída A
- Třída B
- Třída C
- Třída D
- Třída E
- Třída F
- Třída G
- Třída H (Typ Holland 602)
- Třída K
- Třída L
- USS M-1
- Třída N
- Třída O
- Třída AA

## První světová válka

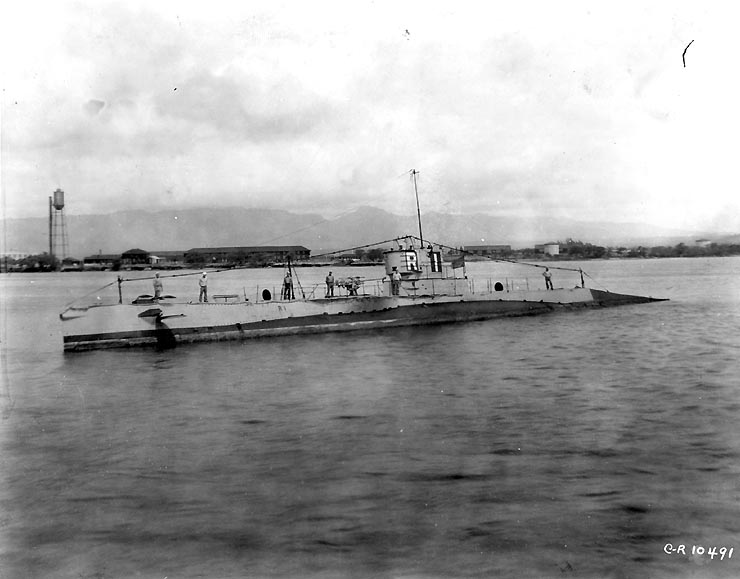
USS R-1

- Třída R
- Třída S

## Meziválečné
- Třída Barracuda
- USS Argonaut
- Třída Narwhal
- USS Dolphin
- Třída Cachalot
- Třída Porpoise
- Třída Shark
- Třída Perch
- Třída Salmon
- Třída Sargo
- Třída Tambor
- Třída Mackerel
- Třída Gato

## Druhá světová válka

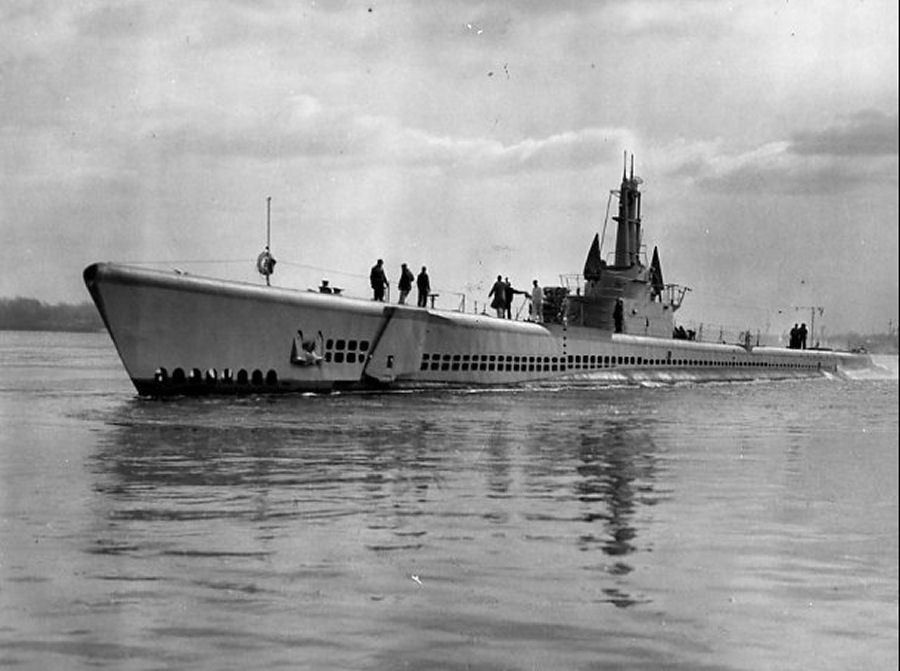
USS Escolar (SS-294)

- Třída Balao
- Třída Tench

## Studená válka (až do současnosti)

### Konvenční
- Třída Barracuda
- Třída Tang
- USS Darter (SS-576)
- Třída Barbel

### Stíhací (jaderné)

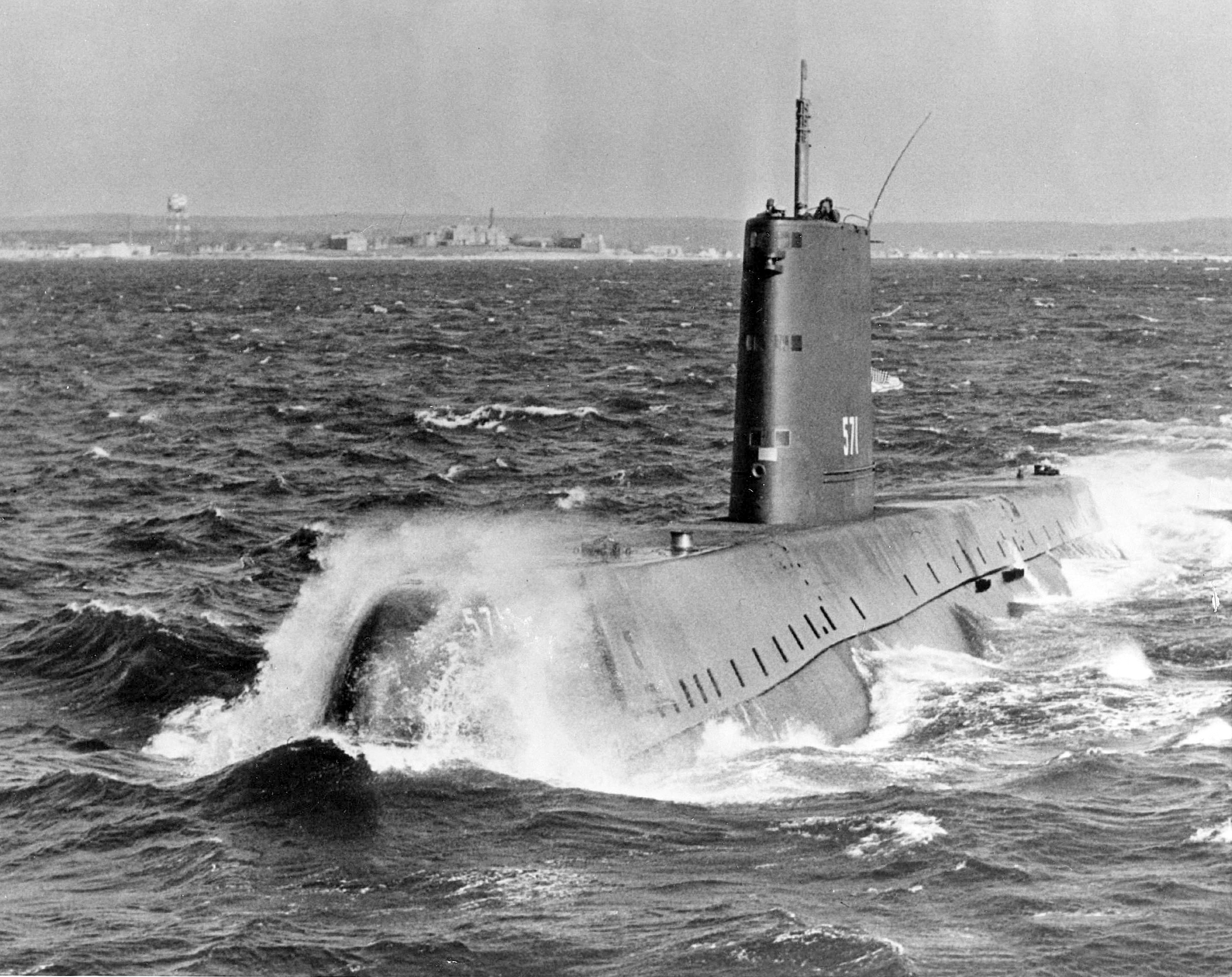
USS Nautilus (SSN-571)

- USS Nautilus
- USS Seawolf
- Třída Skate
- Třída Skipjack
- Třída Thresher
- USS Tullibee
- Třída Sturgeon
- USS Narwhal
- USS Glenard P. Lipscomb
- Třída Los Angeles
- Třída Seawolf
- Třída Virginia

### Raketonosné (jaderné)

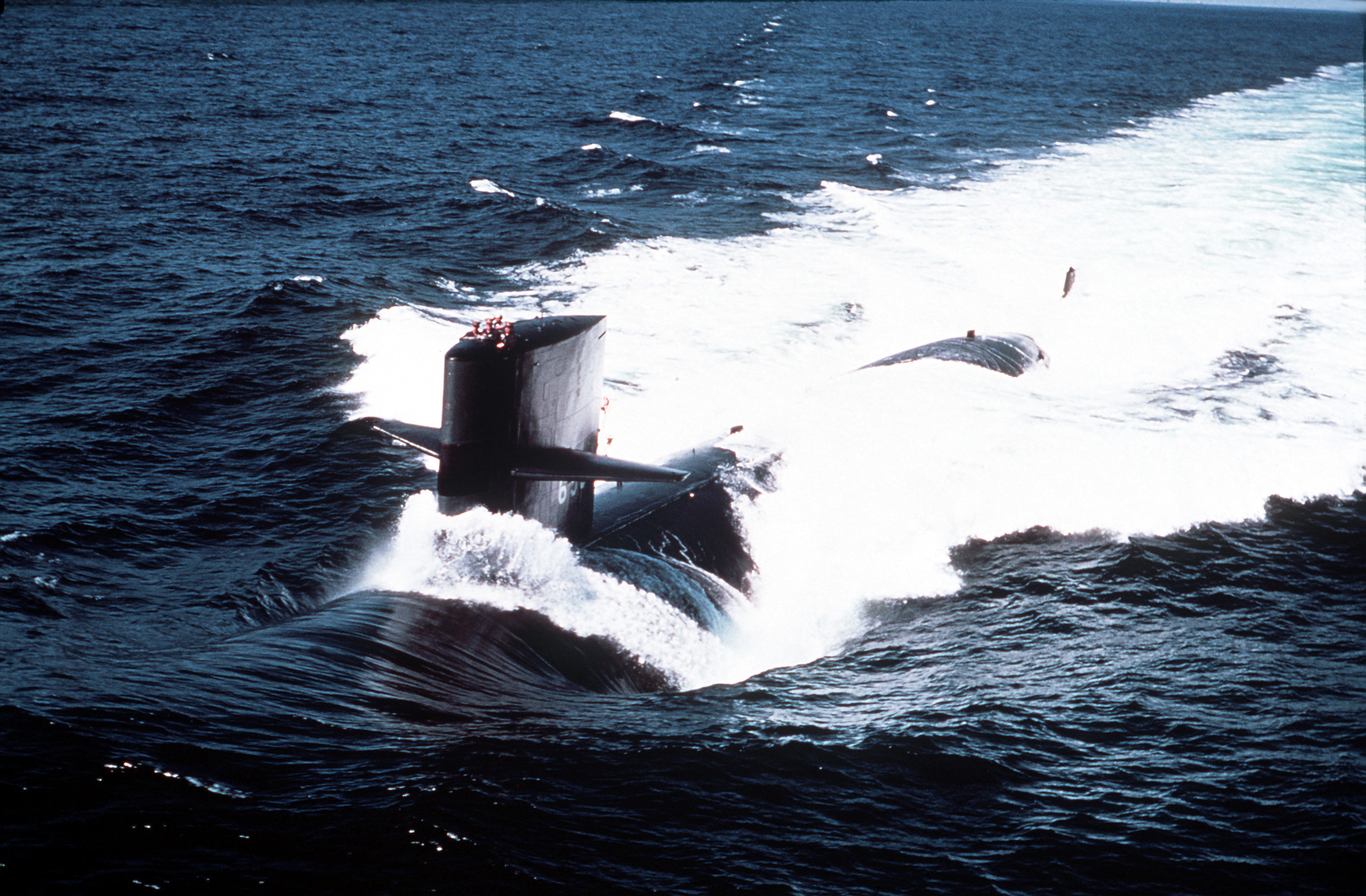
USS Ray (SSN-653)

- USS Halibut
- Třída George Washington
- Třída Ethan Allen
- Třída Lafayette
- Třída James Madison
- Třída Benjamin Franklin
- Třída Ohio
- Třída Columbia

### Speciální
- Třída Mackerel (T-1) – cvičná
- USS Albacore – experimentální
- Třída Sailfish – radarová
- Třída Grayback – raketonosná
- USS Triton – radarová (jaderná)

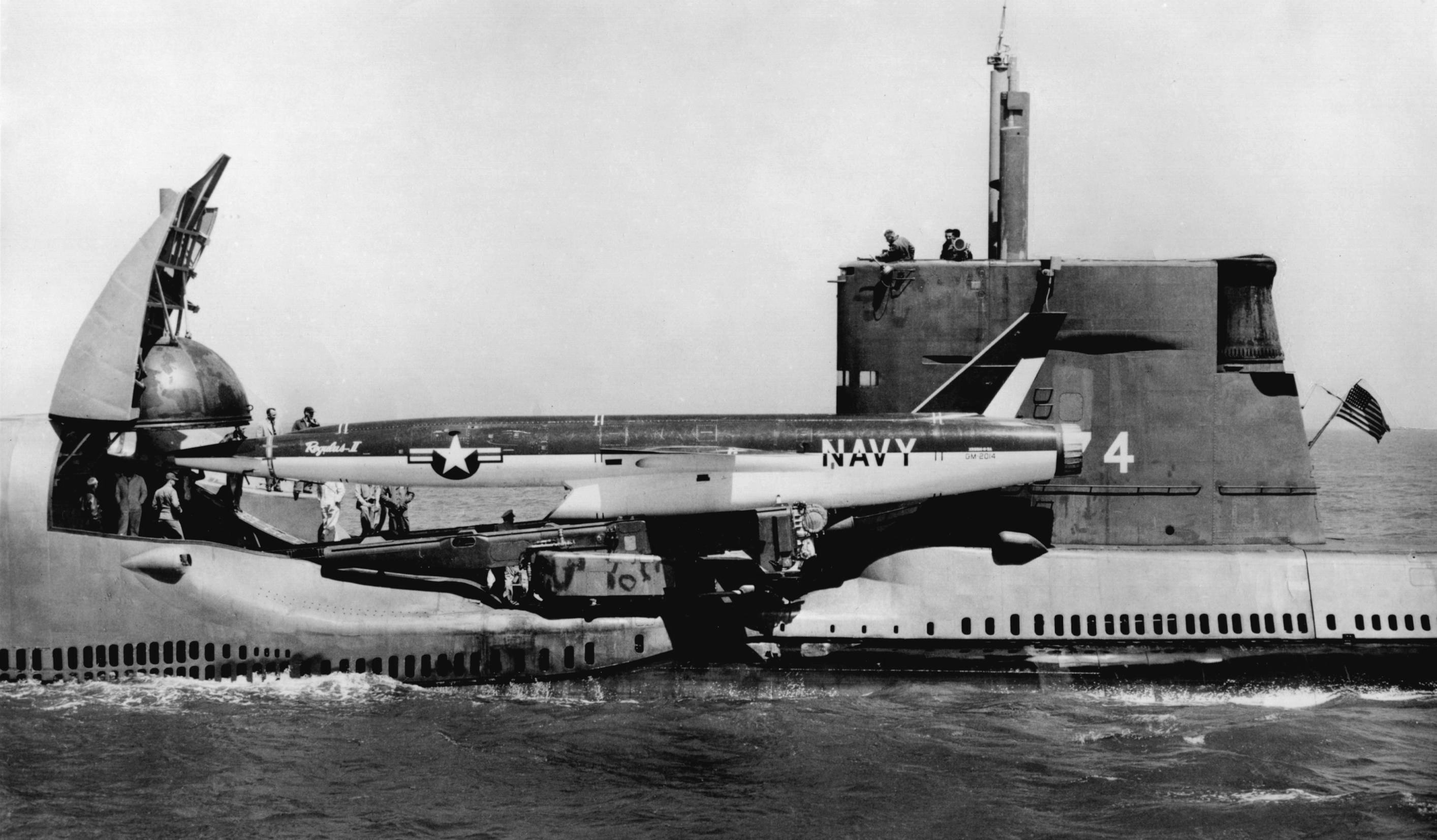
USS Grayback

- USS Dolphin (AGSS-555) – experimentální